# Djelaludin Sharityar
Djelaludin Sharityar (född 15 mars 1983) är en afghansk fotbollsspelare som bland annat spelat för Al Hidd. Han har även spelat för Afghanistans fotbollslandslag.